# Lou Gramm
Lou Gramm (Rochester, Nueva York, 2 de mayo de 1950), nacido como Louis Andrew Grammatico, es un cantante y compositor estadounidense de rock, conocido internacionalmente por haber sido el vocalista de la famosa banda Foreigner.
Este cantautor ha destacado por sus extraordinarios recursos vocales y sus composiciones a lo largo de los años, tanto como solista, como en colaboración con otros músicos de prestigio, una muestra de ello es que la película Rock of Ages contiene tres de los títulos que le dieron fama mundial: "Waiting for a Girl Like You", "Jukebox Hero" y " I Want To Know What Love Is".
Actualmente es líder y vocalista de The Lou Gramm Band, banda de rock cristiano que formó tras su recuperación de una grave enfermedad y de la que forman parte Don Mancuso, Andy Knoll, A.D. Zimmer y su hermano Ben Gramm.

## Discografía

### Álbumes como solista
- Ready or Not (1987) #27 US
- Long Hard Look (1989) #85 US

### The Lou Gramm Band
- The Lou Gramm Band (2009)

### Singles como solista
| Año  | Canción                   | Billboard Hot 100 | US MSR | US A.C. | Reino Unido | Álbumes        |
| ---- | ------------------------- | ----------------- | ------ | ------- | ----------- | -------------- |
| 1987 | "Midnight Blue"           | 5                 | 1      | -       | 82          | Ready or Not   |
| 1987 | "Ready or Not"            | 54                | 7      | -       | -           | Ready or Not   |
| 1989 | "Just Between You and Me" | 6                 | 4      | 4       | -           | Long Hard Look |
| 1989 | "True Blue Love"          | 40                | 23     | -       | -           | Long Hard Look |

Lost in the shadows, the lost boys o.s.t 1987

### Con Poor Heart
- Foreigner in a Strange Land (1988)
- The Best of the Early Years (1993)

### Con Black Sheep
- S/T (1974)
- Encouraging Words (1975)

### Con Foreigner
- Foreigner (1977) #4 US
- Double Vision (1978) #3 US, #32 UK
- Head Games (1979) #5 US
- 4 (1981) #1 US, #5 UK
- Records (1982) #10 US, #58 UK
- Agent Provocateur (1984) #4 US, #1 UK
- Inside Information (1987) #15 US, #64 UK
- The Very Best of (1992)
- The Very Best of... and Beyond (1992) #123 US, #19 UK
- Classic Hits Live/Best of Live (1993)
- JukeBox Hero: Best of (1994)
- Mr. Moonlight (1994) #136 US, #59 UK
- The Platinum Collection (1999)
- Rough Diamonds No. 1 (1999)
- Hot Blooded and Other Hits (2000)
- Anthology: Jukebox Heroes (2000)
- Complete Greatest Hits (2002) #80 US
- The Definitive (2002) #33 UK

### Con Shadow King
- Shadow King (1991)

### Con Liberty N'Justice
- Welcome to the revolution (2001)

### Con Don Mancuso
- D: Drive (2005)

### Con The Lou Gramm Band
- Bautizado con Fuego (2009)

### Con Alan Parsons
- Sometimes (canción) (2019)

- Datos: Q579845
- Multimedia: Lou Gramm / Q579845